# پلوتون در ادبیات داستانی

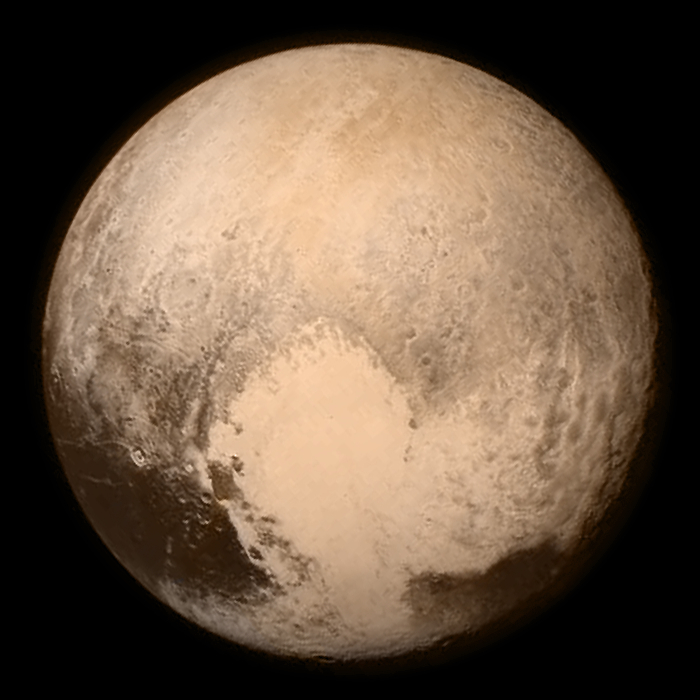
پلوتون به رنگ تقریباً واقعی، همانطور که فضاپیمای نیوهورایزنز در فاصله ۴۵۰ هزار کیلومتری مشاهده کرد.

پلوتون در سال ۱۹۳۰ کشف شد و از آن موقع در ادبیات داستانی به کرات ظاهر شده‌است. این سیاره در ابتدا از آنجایی که به تازگی کشف شده بود و تصور می‌شد که دورترین جرم منظومه شمسی است، محبوبیت زیادی داشت. زیست فرازمینی، گاهی هوش فرازمینی و گهگاه یک اکوسفر کامل بن‌مایه‌های رایج در تجسم‌های داستانی پلوتون هستند.
قدیمی‌ترین داستانی که پلوتون در آن جای داشت، به احتمال رمان طنز به اعماق پلوتون (۱۹۳۱) از استانتون ای. کوبلنتس بود که تمدنی پیشرفته از پلوتون را به تصویر می‌کشد.